# Processo X agosto
Il Processo X Agosto è una manifestazione culturale e didattica che si svolge ogni anno a San Mauro Pascoli, in provincia di Forlì-Cesena, e rappresenta uno degli esempi più innovativi di public history in Italia. Nato nel 2001 per iniziativa dell'ente Sammauroindustria; l'evento consiste in una simulazione processuale che ricostruisce vicende storiche reali o simboliche, coinvolgendo studiosi, studenti, cittadini e rappresentanti del mondo culturale e giornalistico.

## Storia
La prima edizione, tenutasi il 10 agosto 2001 presso la Torre di Villa Torlonia, fu dedicata all'omicidio di Ruggero Pascoli, padre del poeta Giovanni Pascoli. Il delitto, avvenuto nel 1867, vide la vittima assassinata a colpi di fucile mentre si recava in calesse verso Cesena. L'evento inaugurale si inserì nel programma della mostra storica intitolata "Il complotto", che esponeva documenti relativi all'assassinio e alle successive indagini storiche. In quell'occasione furono messi simbolicamente sotto processo i presunti responsabili del crimine: Pietro Cacciaguerra, ritenuto il mandante, e gli esecutori materiali Michele Della Rocca e Luigi Pagliarani.
La simulazione processuale coinvolse una vera e propria giuria composta da cinque personalità esperte della realtà locale — tra cui storici, scrittori, giornalisti ed editori — selezionati per le loro competenze scientifiche e retoriche. Furono chiamati a sostenere l'accusa e la difesa alcuni noti esponenti della cultura, che impersonavano i “principi del foro”. Il verdetto finale stabilì la colpevolezza del mandante, mentre assolse gli altri imputati, tra cui simbolicamente la Romagna e i romagnoli.

## Struttura e valore didattico
L'iniziativa si ispira a diversi modelli culturali e comunicativi. Da un lato richiama la disputatio medievale, tecnica didattica tipica della scolastica in cui due interlocutori si confrontavano sostenendo tesi contrapposte, con un maestro chiamato a valutare l'argomentazione più convincente. Dall'altro lato, il Processo X Agosto incorpora elementi propri del sistema giudiziario statunitense — come la presenza di una giuria — e del mondo dello spettacolo, in particolare dei talent show, in cui il pubblico è chiamato a esprimere un giudizio.
Ne deriva un format ibrido, a metà tra la ricostruzione storica, il dibattito culturale e la performance teatrale. Il processo prevede la presenza di un imputato (personaggio storico, istituzione o mito nazionale), un'accusa, una difesa e una giuria. Fino al 2009, il verdetto era emesso da una “giuria tecnica”; in seguito, il giudizio è stato affidato al pubblico presente, coinvolto così in prima persona nel meccanismo del dibattito e della decisione finale.